# Agnes Butcher
Agnes Butcher   (11 d'abril de 1915) (més tard Agnes Boucher; nascuda l'11 d'abril de 1915 a Edmonton) és una pianista i educadora de piano canadenca. Va començar els seus estudis de piano a Brockville (Ontario) el 1920, es va traslladar a Hamilton el 1924 i va estudiar amb William Hewlett. El 1934, Butcher va continuar els seus estudis a Toronto amb Viggo Kihl i Charles Peaker i, a més, des del 1932, va ensenyar al Conservatori Hamilton. Va debutar professionalment el 1935, actuant com a solista del segon concert de piano de Camille Saint-Saëns al Massey Hall de Toronto.
Butcher va viure a Hongria del 1938 al 1940, on va ser ensenyada per Béla Bartók. L'agost de 1944 va estrenar el concert de do menor de Healey Willan dedicat a ell. Ha donat concerts a Europa, Canadà i els Estats Units; va ser solista de l'Orquestra Filharmònica de Hamilton el 1953. Butcher va marxar a Malta el 1968 i va passar la major part dels anys setanta a França, Espanya, Itàlia i Anglaterra. El 1980 va tornar al Canadà. Va tocar el seu darrer recital el 1984. El repertori incloïa obres de Beethoven, Schumann, Bartók i Rachmaninov. En aquell moment, Butcher ja havia adoptat el cognom Boucher.
El 1987, Boucher va donar una col·lecció de més de 200 partitures de piano a la Universitat McMaster. La col·lecció inclou un manuscrit del concert de Willan. El 1987, Boucher va marxar a Canterbury, Anglaterra, on els seus projectes incloïen escriure un llibre sobre Bartók.